# Parafia św. Idziego w Modrzu
Parafia Świętego Idziego w Modrzu – rzymskokatolicka parafia w Modrzu, należy do dekanatu stęszewskiego archidiecezji poznańskiej. Została utworzona w 1298. Mieści się przy ulicy Kościuszki.